# Friesland Foods

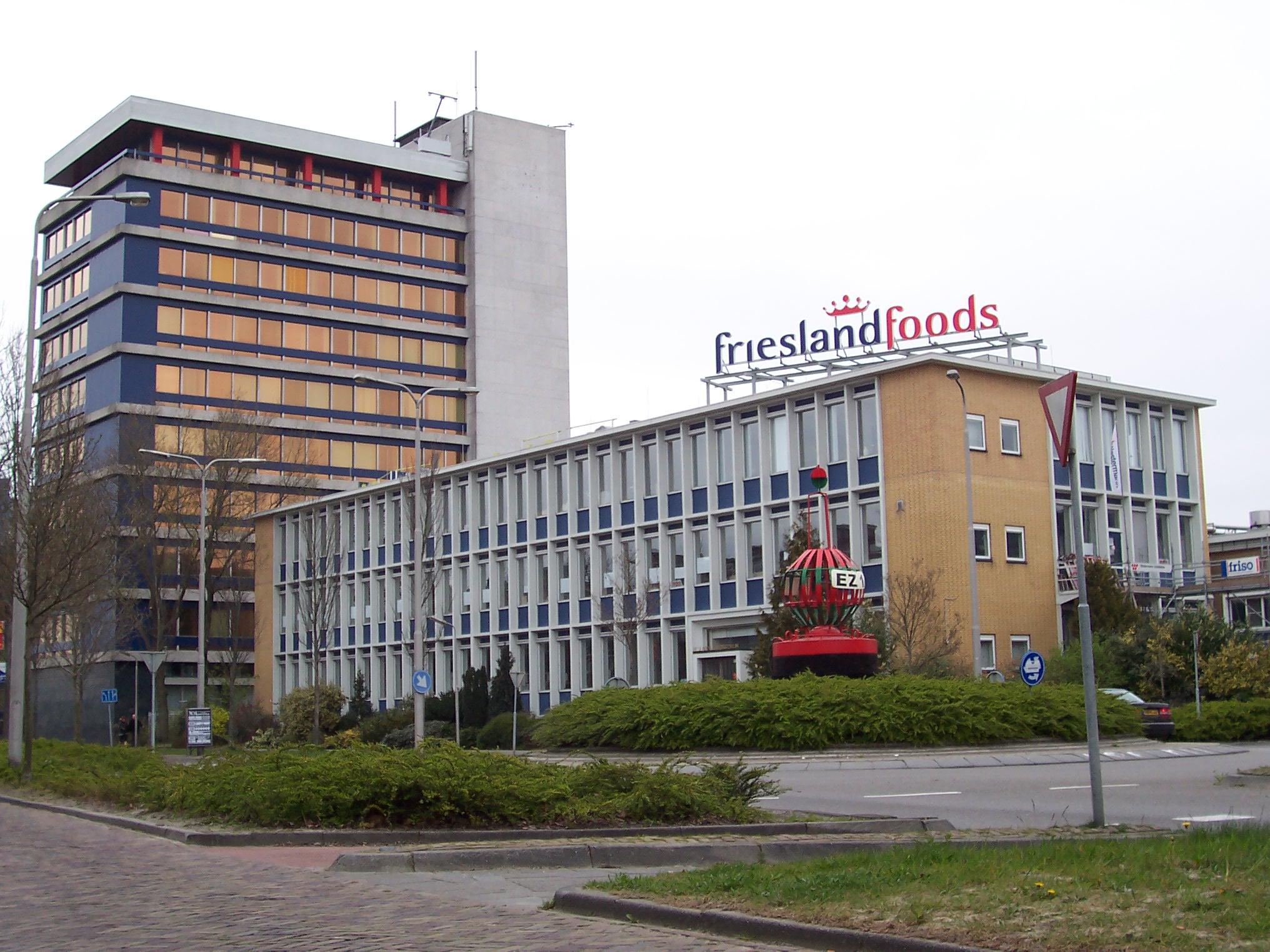
Friesland Foods in Leeuwarden (2007)

Royal Friesland Foods (Koninklijke Friesland Foods N.V., bis 7. Juni 2004 Friesland Coberco Dairy Foods Holding N.V.) beheimatet in den Niederlanden, war ein multinationales Unternehmen, das für private und professionelle Verwender und für die Lebensmittel-Industrie ein großes Sortiment an Molkerei-Produkten und Fruchtgetränken entwickelte, herstellte und vermarktete. Ende 2008 fusionierte das Unternehmen mit Campina zu Royal FrieslandCampina.
Das Unternehmen ist vor allem in West- und Mitteleuropa sowie in Westafrika und Südostasien im Molkereimarkt stark vertreten. 2007 wurden 6,9 Millionen Tonnen Milch verarbeitet, der Umsatz betrug 5,1 Milliarden Euro. Royal Friesland Foods beschäftigt ca. 14.600 Mitarbeiter, von denen ein Großteil (12.300 im Jahr 2004) außerhalb der Niederlande arbeiten. Die führenden Marken des Unternehmens sind Appelsientje, Bonnet, Chocomel/Cécémel, Completa, CoolBest, Debic, DubbelFrisss, Dutch Lady, Extran, Frico, Friso, Foremost, Friesche Vlag, Frisian Flag, Fristi, Milli, NoyNoy, Peak, Pöttyös Túró Rudi, Rainbow und Taksi.
Royal Friesland Foods war eine Genossenschaft mit 10.700 Mitgliedern – hauptsächlich niederländische Landwirte, die sowohl Lieferant als auch Eigentümer des Unternehmens waren. Seit 1879 wuchs das Unternehmen stetig durch Fusionen und Übernahmen. Die Molkerei DOMO (Drentse OnderMelk-Organisatie) mit Hauptsitz in Beilen fusionierte 1983 mit Frico, woraufhin weitere Fusionen mit FrieslandCampina folgten. 
Im Jahr 1997 entstand die jetzige Form des Unternehmens, als Friesland Dairy Foods, Coberco und die Käsemolkereien De Zuid-Oost-Hoek und Twee Provinciën fusionierten zu Friesland Coberco Dairy Foods (FCDF). Im Dezember 2001 erwarb FCDF die Getränkedivision von Numico, mit den Marken Chocomel/Cécémel, Fristi and Extran.
Am 7. Juni 2004 gewährte Ihre Majestät Königin Beatrix der Friesland Coberco Dairy Food Holding N.V. das Recht, die Bezeichnung „Koninklijk“ (d. h. königlich) zu verwenden. Mit diesem Datum änderte sich der Name des Holdingunternehmens zu Koninklijke Friesland Foods N.V. Der gesamte Konzern hat 2005 einen neuen internen Stil und ein neues Logo übernommen.
Friesland Foods hat mit Campina und Unilever ein Logo für gesunde Lebensmittel entwickelt. Mit dem Slogan "Ik kies bewust" werden Produkte mit weniger Fett, Zucker und Salz gelabelt.
In Wolvega in Friesland wurde eine neue Käse-Kleinverpackung in Betrieb genommen mit einer Kapazität von 100.000 t pro jahr.

## Friesland Foods Cheese Deutschland GmbH
Der Gesamtabsatz betrug 2006 65.000 t Käse. Der Thekenabsatz stieg 2006 um 10 %.